# Guamese voetbalbond
De Guamese voetbalbond of Guam Football Association (GFA) is de voetbalbond van Guam.
De voetbalbond werd opgericht in 1975 en is sinds 1996 lid van de Aziatisch voetbalbond (AFC), daarvoor was het al sinds 1991 geassocieerd lid. Sinds 2002 is de bond lid van de Oost-Aziatische voetbalbond (EAFF). Op het FIFA-congres in Zürich in 1996 werd besloten om Guam volledig lid te laten worden van de FIFA.
De voetbalbond is verantwoordelijk voor het Guamees voetbalelftal en de hoogste nationale voetbalcompetitie, de Guam League. Het hoofdkantoor staat in Barrigada.

## President
In oktober 2021 was de president Valentino San Gil.